# Federica Mogheriniová
Federica Mogheriniová (nepřechýleně Mogherini, * 16. června 1973 Řím) je italská levicová politička a politoložka, která v letech 2014–2019 zastávala úřady místopředsedkyně Junckerovy Evropské komise a šéfky evropské diplomacie – z titulu vysoké představitelky Unie pro zahraniční věci a bezpečnostní politiku. V této funkci nahradila Britku Catherine Ashtonovou. K jejímu jmenování Evropskou radou došlo 30. srpna 2014.
Od února do října 2014 působila na postu italské ministryně zahraničních věcí ve vládě Mattea Renziho jakožto nejmladší osoba v této pozici od konce druhé světové války.

## Osobní život
Narodila se roku 1973 v Římě do rodiny režiséra a filmového architekta Flavia Mogheriniho (1922–1994).
Vystudovala římskou univerzitu La Sapienza, kde absolvovala politologii. Disertační práce se tematicky zaměřila na politickou filosofii a vztah náboženství a politiky v islámu. Na jejím vzniku pracovala během výměnného studentského programu Erasmus v jihofrancouzském Aix-en-Provence.
Již během studií se aktivizovala v hnutích proti genderové diskriminaci, atomovým zbraním a jihoafrickému apartheidu. V roce 2014, kdy vystoupala na nejvyšší úroveň diplomacie, byl na internetu sdílen její snímek neznámého data vzniku, kde stojí vedle palestinského předsedy OOP Jásira Arafata.
Jejím manželem je Matteo Rebesani, s nímž má dvě dcery Caterinu (* 2005) a Martu (* 2010).

## Politická kariéra

### Vnitrostranický vzestup
V roce 1988 se jako mladá představitelka radikálně levicových názorů stala členkou Italské federace mladých komunistů (Federazione Giovanile Comunista Italiana), mládežnické organizace Italské komunistické strany. V roce 1991 se tato strana transformovala do nového uskupení zvaného Demokratická strana levice (Partito Democratico della Sinistra). Nástupnickou organizací mladých komunistů se stala Mladá levice (Sinistra Giovanile), což byla mládežnická organizace napojená na jmenovanou sociálnědemokratickou stranu. Mogheriniová do ní vstoupila. Od roku 2001 působila v celostátní radě strany Levicových demokratů (Democratici di Sinistra), což je uskupení, které navázalo na předchozí Demokratickou stranu levice. Později zde také zasedala v politické komisi a celostátním výkonném výboru.
V roce 2003 začala v rámci Levicových demokratů působit v zahraniční sekci, kde měla odpovědnost za vztahy s mezinárodními hnutími a politickými stranami. Postupně se vypracovala na koordinátorku zahraničního odboru, aby následně přešla do kanceláře předsedy Piera Fassiniho s gescí zahraničních záležitostí a mezinárodních vztahů. V tomto období se zaměřovala na vývoj situace v Iráku, Afghánistánu a mírový proces na Středním východu. Udržovala vazby se Stranou evropských socialistů, Socialistickou internacionálou a jejich členy, stejně tak i s Demokratickou stranu Spojených států.
Po založení italské Demokratické strany v říjnu 2007 se stala 4. listopadu téhož roku členkou kanceláře předsedy Waltera Veltroniho, s nímž již spolupracovala během jeho římského primátorování.

### Poslankyně parlamentu

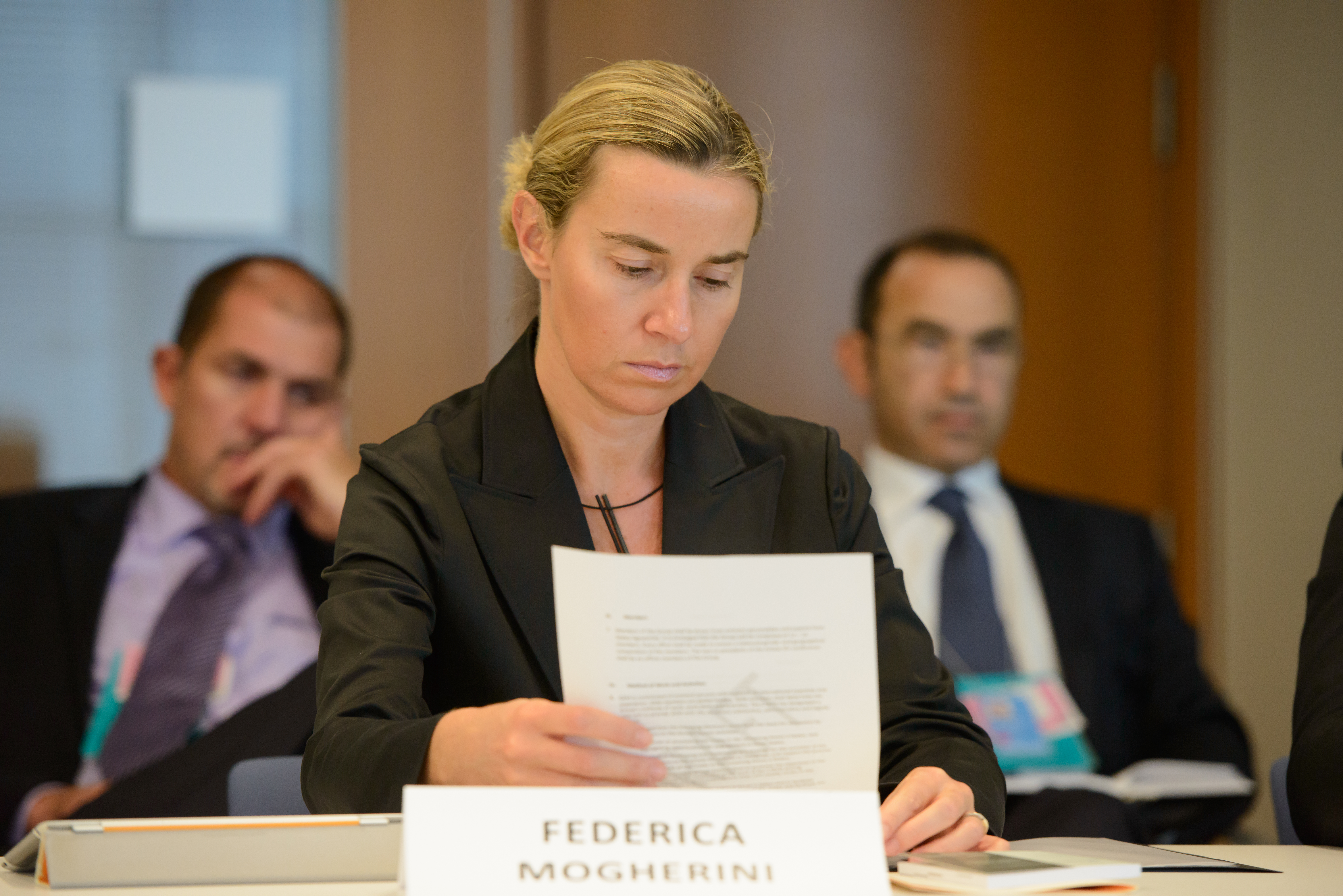
Jako předsedkyně italských poslanců v Parlamentním shromáždění NATO, září 2013

V roce 2008 byla poprvé zvolena do Poslanecké sněmovny Parlamentu Itálie, ve volebním obvodu Benátsko. Během šestnáctého funkčního období působila jako tajemnice komise pro obranu, členka italské stálé delegace při Parlamentním shromáždění Rady Evropy a členka stálé delegace v Parlamentním shromáždění Západoevropské unie.
Nový šéf Demokratické strany Dario Franceschini ji 24. února 2009 jmenoval do svého týmu, v němž zodpovídala za záležitostí týkající se rovných příležitostí. Působila také v roli místopředsedkyně nevládní italsko-americké organizace a nadace Italy-USA Foundation.
V únoru 2013 byla do sněmovny znovuzvolena ve volebním okrsku Emilia-Romagna. Zasedala opět v obranném výboru, nově pak ve výboru pro zahraničí a řadila se mezi členy italské delegace do Parlamentního shromáždění NATO, kterému také v dubnu 2013 předsedala. Od 1. srpna téhož roku se pak stala předsedkyní italských zástupců v tomto shromáždění.
Nový stranický předseda Matteo Renzi ji 9. prosince 2013 ustavil do svého týmu, v němž se věnovala záležitostem evropských vztahů. Zařadila se ke členům think tanku German Marshall Fund.

### Ministryně zahraničí

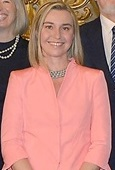
Mogheriniová při jmenování ministryní zahraničí

V nově zformované vládě Mattea Renziho byla 22. února 2014 jmenována ministryní zahraničí, jakožto třetí žena, po Susanně Agnelliové a své předchůdkyni Emmě Boninové, a vůbec nejmladší osoba v tomto úřadu od druhé světové války. Prvním jejím krokem jako ministryně bylo, že se společně s italským ministrem obrany sešla s manželkami italských vojáků zadržovaných v Indii – Massimilianem Latorrem a Salvatorem Gironem. Stalo se tak v důsledku incidentu italského tankeru „Enrica Lexie“ u indických břehů roku 2012; tito dva vojáci měli z paluby trajektu zahájit palbu na neznámé blížící se plavidlo a přitom zastřelit dva indické občany.
Pod jejím vedením usilovala italská diplomacie o osvobození odsouzené súdánské lékařky Meriam Ishagové a její převoz do Itálie. Vzhledem k dobrým italsko-súdánským bilaterálním vztahům došlo 24. července 2014 k propuštění a transportu této Súdánky na palubě italského vládního letadla.
Poté, co se od listopadu 2014 ujala funkcí v Evropské komisi, ji v italské vládě jako ministr zahraničí nahradil Paolo Gentiloni.

### Šéfka diplomacie Evropské unie
Během července 2014, vzhledem k velkému zastoupení italských europoslanců v parlamentní skupině Pokrokové spojenectví socialistů a demokratů po volbách 2014, se uvnitř Evropské rady začalo zmiňovat její jméno v souvislosti s postem šéfky evropské diplomacie – vysoké představitelky Unie pro zahraniční věci a bezpečnostní politiku, respektive místopředsedkyně nově se formující Junckerovy komise.
Deník Financial Times ve svém vydání z 13. července 2014 zveřejnil zvěsti, že se proti jejímu jmenování postavili někteří východoevropští členové, včetně Lotyšska, Estonska, Litvy a Polska, podle nichž zastávala vůči Rusku v ukrajinské krizi příliš měkký postoj. Italský premiér Renzi ji přesto 2. srpna 2014 oficiálně navrhl designovanému předsedovi Evropské komise Jeanu-Claudu Junckerovi.
Na schůzce socialistických premiérů, uskutečněné krátce před oficiálním summitem Evropské rady 30. srpna 2014, její jmenování potvrdili všichni členové Strany evropských socialistů. Téhož dne pak proběhlo její jmenování na zasedání rady, což na Twitteru oznámil předseda Herman Van Rompuy. V úřadu tak od 1. listopadu 2014 nahradila britskou političku Catherine Ashtonovou.

## Kritika

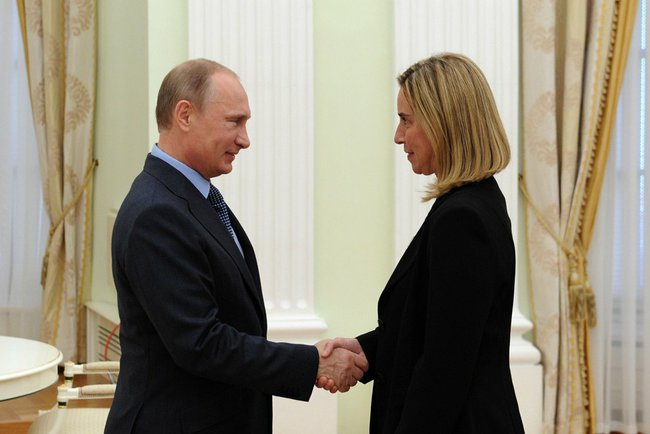
V roli ministryně zahraničí při setkání s ruským prezidentem Vladimirem Putinem, 9. července 2014

Kritika Mogheriniové vycházela z tvrzení, že je prorusky orientovaná, postavená blízko Kremlu, a týkala se také jejího vlažného přístupu k vojenské přítomnosti Ruska na ukrajinském území během tamního válečného konfliktu. Litevská prezidentka Dalia Grybauskaitė ji veřejně označila za „prokremelskou“. Její první nominaci na pozici šéfky evropské diplomacie zablokovaly východoevropské členské státy Evropské unie. Přesto, některé z jejích domnělých přístupů k Rusku se neodlišují od pozic, které zaujímají Německo či Francie.
Výtky směřovaly také k nedostatku zkušeností pro funkci šéfky evropské diplomacie, když se teprve v únoru 2014 stala ministryní zahraničí.

## Vyznamenání a ocenění

### Státní vyznamenání
- velkokříž Řádu San Marina – San Marino, 13. května 2014
- Řád přátelství I. třídy – Kazachstán, 2. července 2019 – za významný přínos k rozvoji komplexních vztahů mezi Kazachstánem a Evropskou unií
- Řád cti – Moldavsko, 3. října 2019 – jako hluboké uznání za významný přínos k rozvoji a posílení přátelských vztahů a spolupráce mezi Moldavskem a Evropskou unií[16]

### Ocenění
- Hesenská mírová cena – 2017[17]
- Kaiser-Otto-Preis – 2017[18]
- čestný doktorát na Tamperské univerzitě – 2018[19]